# یورن هانسن (دوچرخه‌سوار)
یورن هانسن (دانمارکی: Jørgen Hansen؛ زادهٔ ۷ دسامبر ۱۹۴۲) دوچرخه‌سوار اهل دانمارک است.
وی در مسابقات کشوری و بین‌المللی در مجموع برندهٔ ۱ مدال برنز شده‌است.